# Lucas Belvaux
Pour les articles homonymes, voir Belvaux (homonymie).
Ne pas confondre avec le réalisateur belge André Delvaux
Lucas Belvaux est un acteur, réalisateur et romancier belge, né le 14 novembre 1961 à Namur (Belgique).
Il est le frère du réalisateur Rémy Belvaux et du metteur en scène Bruno Belvaux.

## Biographie

### Jeunesse
Lucas Belvaux naît le 14 novembre 1961 à Namur, grandit à Florennes et surtout à Philippeville, où son père dirige un internat. Il est le frère du réalisateur Rémy Belvaux et du metteur en scène Bruno Belvaux. Il suit ses études secondaires à l'athénée royal de Philippeville où son père est là encore  administrateur d'internat et militant syndical. Enfant, il passe très souvent ses vacances dans le petit hameau des Fonds, à côté de Sévérac-le-Château dans l'Aveyron. À 15 ans, lors d’un stage de théâtre, il rencontre des comédiens qui vivent joyeusement leur métier, ce qui lui ouvre d'autres horizons.
En 1979, à 18 ans, il fugue et descend à Paris en auto-stop pour devenir comédien.

### Carrière
En 1981, il obtient le premier rôle dans Allons z'enfants d'Yves Boisset,,, aux côtés de Jean Carmet, dans lequel il joue un jeune insoumis obligé de devenir enfant de troupe. Il tourne également avec Claude Chabrol dans Poulet au vinaigre face à Pauline Lafont et Jean Poiret en inspecteur de police peu scrupuleux, dans Hurlevent de Jacques Rivette, un film sorti en 1984, ou encore dans Désordre, d'Olivier Assayas sorti en 1986.
Puis il devient également réalisateur, particulièrement remarqué notamment en 2003 avec la trilogie constituée des films Un couple épatant, Cavale et Après la vie. Ces trois films, sortis de façon simultanée, dont les actions s'entrecoupent, racontent les mêmes événements sur des modes différents : comique dans Un couple épatant, policier dans Cavale, et dramatique dans Après la vie. Cette trilogie remporte le Prix Louis-Delluc la même année.
Il réalise Rapt, sorti en 2009, un film librement inspiré de l'affaire Empain.
Son premier roman, Les Tourmentés, sort aux éditions Alma le 19 août 2022, et remporte le prix Régine-Deforges 2023.

## Filmographie

### Réalisateur

#### Cinéma
- 1993 : Parfois trop d'amour
- 1996 : Pour rire !
- 2003 : Un couple épatant, Cavale et Après la vie (voir : Trilogie de Lucas Belvaux)
- 2006 : La Raison du plus faible
- 2009 : Rapt
- 2012 : 38 Témoins[6]
- 2014 : Pas son genre
- 2017 : Chez nous
- 2020 : Des hommes[7]
- 2025 : Les Tourmentés[8]

#### Télévision
- 2000 : Mère de Toxico
- 2004 : Nature contre nature
- 2007 : Les Prédateurs
- 2017 : La Fin de la nuit

### Acteur

#### Courts métrages
- 1981 : Le Voyage d'hiver de Frédéric de Foucaud
- 1985 : L'index de Marie-Hélène Quinton
- 1987 : Pas de C4 pour Daniel Daniel de Rémy Belvaux, André Bonzel et Benoît Poelvoorde
- 1990 : L'Ourse bleue de Marc Chevrie
- 1995 : Double Express de Olivier Péray
- 1997 : Aram de Robert Kechichian

#### Longs métrages
- 1981 : Allons z'enfants d'Yves Boisset : Simon Chalumot
- 1982 : La Truite de Joseph Losey : le commis
- 1982 : Tir groupé de Jean-Claude Missiaen : gars au walkman au McDonald's (figuration)
- 1983 : La Mort de Mario Ricci de Claude Goretta : Stéphane Coutaz
- 1984 : La Femme ivoire de Dominique Cheminal : Maurice
- 1984 : Ronde de nuit de Jean-Claude Missiaen : Laurent
- 1984 : La Femme publique d'Andrzej Żuławski : François
- 1984 : American Dreamer de Rick Rosenthal : le voleur à vélo
- 1985 : Poulet au vinaigre de Claude Chabrol : Louis Cuno
- 1985 : Hurlevent de Jacques Rivette : Roch
- 1985 : La Baston de Jean-Claude Missiaen : Jeanjean Levasseur
- 1986 : Désordre d'Olivier Assayas : Henri
- 1988 : La Loi sauvage de Francis Reusser : Luc / Gandhi
- 1989 : L'Air de rien de Mary Jimenez : Francis
- 1989 : Trois Années de Fabrice Cazeneuve : Pilou
- 1991 : Madame Bovary de Claude Chabrol : Léon
- 1993 : Grand Bonheur d'Hervé Le Roux : Luc
- 1997 : Sorrisi asmatici - Fiori del destino de Tonino De Bernardi
- 2001 : On appelle ça... le printemps d'Hervé Le Roux : Luc
- 2002 : Cavale de lui-même : Bruno Le Roux
- 2002 : Après la vie de lui-même : Bruno Le Roux
- 2002 : Un couple épatant de lui-même : Pierre
- 2004 : Demain on déménage de Chantal Akerman : M. Delacre
- 2005 : Joyeux Noël de Christian Carion : Gueusselin
- 2006 : La Raison du plus faible de lui-même  : Marc Pirmet
- 2007 : Pars vite et reviens tard de Régis Wargnier : Danglard
- 2009 : L'Armée du crime de Robert Guédiguian : Joseph Epstein ou Gilles
- 2009 : Rapt de lui-même : le pilote d'hélicoptère

#### Films institutionnels
- 1982: Tous les garçons s'appellent Philippe de Claude Lallemand (films SIRPA) : Philippe

#### Télévision
- 1989 : Le Banquet de Marco Ferreri : Phèdre
- 1993 : Navarro : Cédric (saison 5, épisode Coupable , je présume)
- 1996 : Les Alsaciens ou les Deux Mathilde de Michel Favart (série) : Yerri
- 2001 : Dérives de Christophe Lamotte : le policier
- 2004 : Nature contre nature de Lucas Belvaux : Sébastien Chantoux

## Romans
- 2022 : Les Tourmentés, Paris, éditions Alma  (ISBN 978-2-36279-608-1)

## Distinctions

### César

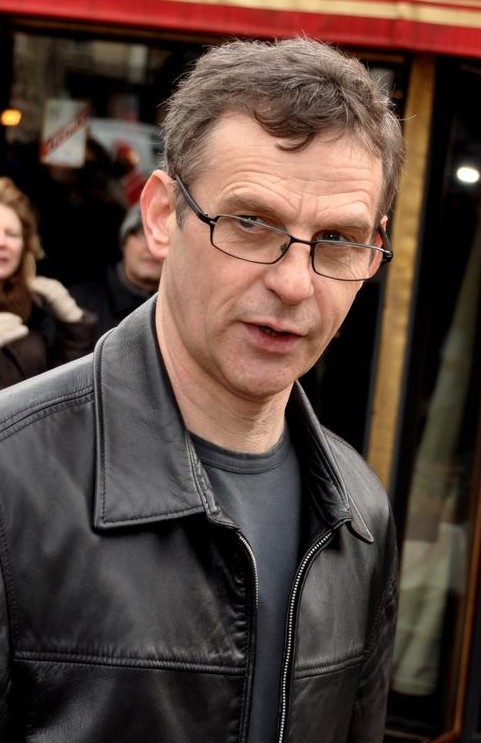
Lucas Belvaux en 2013 lors du déjeuner des nommés des César du cinéma.

| Année | Nomination                                 | Film               | Reçue ? |
| ----- | ------------------------------------------ | ------------------ | ------- |
| 1986  | Meilleur espoir masculin                   | Poulet au vinaigre | non     |
| 2004  | Meilleur réalisateur                       | Cavale             | non     |
| 2004  | Meilleur réalisateur                       | Après la vie       | non     |
| 2004  | Meilleur réalisateur                       | Un couple épatant  | non     |
| 2004  | Meilleur scénario - Original ou adaptation | Cavale             | non     |
| 2004  | Meilleur scénario - Original ou adaptation | Après la vie       | non     |
| 2004  | Meilleur scénario - Original ou adaptation | Un couple épatant  | non     |
| 2010  | Meilleur film                              | Rapt               | non     |
| 2010  | Meilleur réalisateur                       | Rapt               | non     |
| 2013  | Meilleure adaptation                       | 38 témoins         | non     |
| 2015  | Meilleure adaptation                       | Pas son genre      | non     |

### Autres récompenses
- Festival international du film de Thessalonique 1996 : meilleur scénario pour Pour rire !
- Pour sa Trilogie : Un couple épatant / Cavale / Après la vie :
  - prix André-Cavens 2003 de l’Union de la critique de cinéma (UCC) du meilleur film belge ;
  - grand prix 2003 de l'UPCB / UBFP (l’Union de la presse cinématographique belge) ;
  - prix Louis-Delluc 2003.
- Prix Claude Chabrol 2013 pour 38 Témoins
- Magritte du cinéma 2014 : meilleur scénario original ou adaptation pour  38 Témoins
- Magritte 2015 : meilleur scénario original ou adaptation pour Pas son genre
- Prix Régine-Deforges 2023 pour son roman Les Tourmentés

## Box-office France
| Année | Film                     | Entrées |
| ----- | ------------------------ | ------- |
| 2006  | Parfois trop d'amour     |         |
| 1996  | Pour rire                | 203 517 |
| 2003  | Un couple épatant        | 301 970 |
| 2003  | Cavale                   | 167 462 |
| 2003  | Après la vie             | 153 610 |
| 2006  | La Raison du plus faible | 183 528 |
| 2009  | Rapt                     | 350 693 |
| 2012  | 38 Témoins               | 270 549 |
| 2014  | Pas son genre            | 345 107 |
| 2017  | Chez nous                | 309 781 |